# Inga glaberrima
Inga glaberrima là một loài thực vật có hoa trong họ Đậu. Loài này được (Schumach. & Thonn.) Roberty miêu tả khoa học đầu tiên năm 1954.